# Тітенко Марія Іларіонівна
Марія Іларіонівна Тітенко (нар. 6 листопада 1902,  Покровське — пом. 1992, Херсон) — українська радянська діячка, лікарка-хірург Херсонської обласної лікарні. Депутат Верховної Ради СРСР 4—5-го скликань.

## Життєпис
Народилася 6 листопада 1902 року в селі Покровському Катеринославської губернії (тепер неіснуюче село Нововоронцовського району Херсонської області) родині службовця. У 1924 році закінчила Херсонську акушерську школу (тепер Херсонський базовий медичний коледж). З 1925 року працювала медичною сестрою в окружній лікарні міста Кривого Рогу, у Бериславській районній лікарні, у Херсонській міській лікарні.
У 1932—1937 роках — студентка Одеського медичного інституту.Після закінчення інституту, була направлена лікаркою-хірургом у Херсонську міську центральну робітничу поліклініку і Херсонську міську лікарню № 1.
З червня 1941 року — в Червоній армії, учасниця німецько-радянської війни. Працювала начальницею хірургічного відділення евакогоспіталів на Південному, Сталінградському, 4-му Українському фронтах.
У 1946—1955 роках — старша ординаторка хірургічного відділення Херсонської обласної лікарні. Викладала у Херсонській фельдшерській школі. У 1955—1974 роках — завідувачка хірургічного відділення Херсонської міської лікарні № 2. Виконувала обов'язки Херсонського міського хірурга. Член КПРС з 1957 року. З 1974 року — хірург Херсонської міської лікарні № 2. Потім — на пенсії в місті Херсоні, де й померла у 1992 році.

## Відзнаки
- Нагороджена:
  - орденами Леніна, Трудового Червоного Прапора, «Знак Пошани», двома орденами Вітчизняної війни ІІ ступеня (4 червня 1945, 6 квітня 1985);
  - медалями «За бойові заслуги» (15 липня 1944), «За оборону Сталінграда», «За перемогу над Німеччиною»;
- «Відмінник охорони здоров'я»;
- Заслужений лікар Української РСР з 1957 року;
- Почесний громадянин міста Херсона (рішення VI сесії Херсонської міської ради депутатів трудящих XI скликання № 59 від 27 березня 1968 року; за активну участь у боротьбі проти німецько-фашистських загарбників у роки Великої Вітчизняної війни, багаторічну самовіддану працю, активне громадське життя)[2].

## Вшанування пам'яті
На стіні міської клінічної лікарні імені А. і О. Тропіних, на будинку колишнього хірургічного відділення, де працювала Марія Іларіонівна, до  100-річчя  від  дня  її  народження  відкрито  меморіальну дошку.